# Политбюро
Политбюро е термин, дошъл в България от съветската политическа практика и представлява съкращение на „политическо бюро“ (на руски: политическое бюро, „политически кабинет“). Това име означава изпълнителния орган на няколко комунистически партии, но най-характерен пример в това отношение е Комунистическата партия на Съветския съюз. Към началото на 21 век, политбюро има в пет държави: Китай, Северна Корея, Лаос, Виетнам и Куба.
В държавите с марксистко-ленински режим на собствеността, партията е възприемана като представляваща хората и тяхната собственост, и затова тя държи абсолютната власт да контролира страната.

## История
Първото политбюро е създадено в Русия от Болшевишката партия през 1917 г., за да предостави силно и продължително водачество по време на Руската революция през същата година. То е съставено от седем члена: Ленин, Зиновиев, Каменев, Троцки, Сталин, Соколников и Бубнов. През 20 век държави, които имат политбюро, включват СССР, Източна Германия, Афганистан, Чехословакия, Китай и други.